# Jelena Nelipčić
Jelena Nelipčić (ili Nelipić; umrla 1422.) bila je splitska vojvotkinja kao supruga vojvode Hrvoja Vukčića Hrvatinića, te kasnije bosanska banica i kraljica kao treća od tri supruge kralja Stjepana Ostoje. Potječe iz hrvatske plemićke obitelji Nelipčić iz Dalmatinske zagore.

## Porijeklo
Jelena je rođena u utjecajnoj plemićkoj porodici Nelip(č)ića, koji su bili gospodari cetinske županije. Bila je kćerka kneza Ivana Nelipčića i njegove supruge Margarete, koja je vodila porijeklo od splitske plemićke porodice Merini, te bila sestra cetinskog kneza Ivaniša Nelipčića.
Ne može se utvrditi točan datum njenog rođenja, kao što se ne može ni utvrditi datum sklapanja braka njenih roditelja. Ipak, može se pretpostaviti da je u trenutku smrti svoga oca 1379. godine bila još sasvim mlada.

## Splitska vojvotkinja
Prvi brak je sklopila s vojvodom Hrvojem Vukčićem Hrvatinićem. Ovaj brak je sklopljen 1401. godine. Jelena je tokom svog prvog braka igrala značajnu ulogu u upravljanju muževim posjedima. Kao splitska vojvotkinja, Jelena je naredila izrađivanje rake svetog Dujma.
Godine 1416. Jelena je ostala udovica. Moglo se očekivati da će ona muževom smrću izgubiti moć, međutim, Jelena je pokazala spremnost da se nosi s novom situacijom. Kao udovica moćnog plemića, vojvotkinja Jelena bila je gospodarica njegovih posjeda. Dio svojih posjeda, uključujući Omiš, Jelena je prepustila svome bratu. Ovakva raspodjela Hrvojevih posjeda nije odgovarala kralju i banu u Bosni Stjepanu Ostoji.

## Kraljica i banica u Bosni
Iste godine kada je izgubila prvoga muža, Jelena se udala za kralja Ostoju koji se upravo bio razveo od svoje druge supruge, kraljice Kujave. Jelena se kao supruga kralja Ostoje i bosanska kraljica spominje prvi put u jednom dubrovačkom pismu upućenom Žigmundu Luksemburškom. Ostoja je oženio Jelenu kako bi došao do vlasti nad posjedima koje je Jeleni ostavio njen prvi suprug. Između ostalog, Jelena je u brak s Ostojom donijela Plivsku i Lučku župu s Jajcem. 
Jelenin drugi brak trajao je mnogo kraće od prvog, samo dvije godine, jer 1418. godine ostaje udovica po drugi put. O životu koji je vodila kao udovica bosanskog kralja izvještavaju samo dubrovačke vijesti. Naime, kraljica Jelena je u Dubrovniku imala kuću koju je 1412. godine dobila na poklon od svog prvog supruga. Krunu u Bosni je naslijedio njen posinak, Stjepan Ostojić, čime je Jelena izgubila svoj položaj, a do moći i utjecaja je ponovo došla njegova majka Kujava. Između kraljice Jelene i Kujave su neprekidno bjesnili sukobi koji su slabili državni poredak iznutra i izazivali uplitanje Osmanlija. Ti sukobi su okončani u ljeto 1419. godine kada je Jelena zatvorena. Tri godine kasnije kraljica Jelena je umrla u zatvoru, vjerojatno ubijena po naređenju kraljeve majke Kujave.

## Potomstvo
Stariji izvori Jelenu Nelipčić smatraju majkom Balše Hercegovića, sina Jeleninog prvog muža Hrvoja. Noviji izvori to osporavaju, a Dubravko Lovrenović tom pitanju posvećuje posebnu pažnju.